# Государственный контроль (надзор) в России
Государственный контроль (надзор) в России — деятельность контрольных (надзорных) органов Российской Федерации, направленная на предупреждение, выявление и пресечение нарушений обязательных требований, осуществляемая в пределах полномочий указанных органов посредством профилактики нарушений обязательных требований, оценки соблюдения гражданами и организациями обязательных требований, выявления их нарушений, принятия предусмотренных законодательством Российской Федерации мер по пресечению выявленных нарушений обязательных требований, устранению их последствий и (или) восстановлению правового положения, существовавшего до возникновения таких нарушений.
Определения данному термину (понятия) предусмотрены Федеральными законами Российской Федерации от 8 августа 2001 г. № 134-ФЗ "О защите прав юридических лиц и индивидуальных предпринимателей при проведении государственного контроля (надзора)', от 26 декабря 2008 г. № 294-ФЗ "О защите прав юридических лиц и индивидуальных предпринимателей при осуществлении государственного контроля (надзора) и муниципального контроля" и от 31 июля 2020 г. № 248-ФЗ «О государственном контроле (надзоре) и муниципальном контроле в Российской Федерации», регулирующими различные сферы применения (различными контролями, надзорами).
Проекты законов разработаны Минэкономразвития России в том числе по поручению Президента Российской Федерации. Вследствие принятия законов Минэкономразвития России наделено полномочием по выработке государственной политики и нормативному правовому регулированию в сфере государственного контроля (надзора), муниципального контроля.
Законами вводились законодательные новеллы, ранее не распространенные на контрольную (надзорную) сферу общественных отношений.

## Подразделы

#### Обязательный досудебный порядок обжалования
Система обязательного досудебного обжалования действий и решений контрольных (надзорных) органов вводится законом с 2023 года. В пилотном формате эта система действует с августа 2020 года. В эксперименте участвовали 19 контрольных (надзорных) министерств и ведомств, чья деятельность охватывает около 90 % всего существующего контроля (надзора). В их числе ФНС России, МЧС России, Минпромторг России, Ростехнадзор, Ростуризм, Роструд, Роспотребнадзор, Росздравнадзор, Росалкогольрегулирование.
С 1 июля 2021 года обязательное досудебное обжалование применяется к 59 видам контроля.
В рамках эксперимента на Едином портале государственных и муниципальных услуг запущен специальный сервис. Он позволяет подать жалобу в контрольный (надзорный) орган в электронном виде, а также отслеживать все этапы её рассмотрения и взаимодействовать с должностными лицами без личного посещения ведомства. Процедура рассмотрения жалоб чётко регламентирована: на ответ заявителю даётся 20 рабочих дней.
Работа сервиса построена на основе наиболее распространённых жизненных ситуаций, с которыми сталкиваются граждане и предприниматели в процессе общения с контрольными (надзорными) органами. В числе таких ситуаций, например, нарушение процедуры проведения проверки, несогласие с назначенными мерами.
С 1 января 2023 года обязательное досудебное обжалование будет действовать для всех видов контроля (надзора) всей уровней, которые регулируются законом о госконтроле.

#### Риск-ориентированный подход
Степень интенсивности контроля и его формы напрямую связаны с рисками от возможного несоблюдения требований. По состоянию на 2021 год он охватывает 96 видов федерального контроля.
В соответствии с № 248-ФЗ «О государственном контроле (надзоре) и муниципальном контроле в Российской Федерации» выделяется шесть категорий риска причинения вреда (ущерба):
а) чрезвычайно высокий риск;
б) высокий риск;
в) значительный риск;
г) средний риск;
д) умеренный риск;
е) низкий риск.
От отнесения объектов контроля к определённым категориям риска зависят виды и периодичность проведения в отношении них плановых контрольных (надзорных) мероприятий.

#### Разные виды контрольных (надзорных) мероприятий
Взаимодействие с контролируемым лицом осуществляется при проведении следующих контрольных (надзорных) мероприятий)fконтрольная закупка;
а) мониторинговая закупка;
б) выборочный контроль;
в) инспекционный визит;
г) рейдовый осмотр;
д) документарная проверка;
е) выездная проверка.
Без взаимодействия с контролируемым лицом проводятся следующие контрольные (надзорные) мероприятия:
а) наблюдение за соблюдением обязательных требований;
б) выездное обследование.
Федеральный закон от 31 июля 2020 г. № 248-ФЗ предусматривает специальные режимы государственного контроля (надзора): мониторинг, постоянный государственный контроль (надзор) и постоянный рейд
.
Установленная часть данных о контроле и надзоре в Российской Ффедерации содержится в Едином реестре видов контроля, действующем с 1 июля 2021 года.